# 杜布里夫卡 (布魯西利夫區)
50°17′7″N 29°35′36″E / 50.28528°N 29.59333°E
杜布里夫卡（烏克蘭語：Дубрівка），旧名季布里夫卡（Дібрівка）是烏克蘭北部的村莊，隸屬日托米爾州的日托米爾區。該村面積8.05平方公里，海拔高度175米，2001年人口122，人口密度每平方公里15.16人。
2018年5月13日，乌克兰最高拉达决议将季布里夫卡村改名为杜布里夫卡。